# Richmodis-Haus
Das Richmodis-Haus ist ein Geschäftshaus in der Kölner Altstadt-Nord, am Neumarkt 8-10/Ecke Richmodstraße 2.
Eine Besonderheit dieses Hauses mit einer Werksteinfassade ist der 1928 erneuerte achteckige Richmodis-Turm, bei dem zwei Pferdeköpfe aus dem oberen Fenster schauen. Diese Pferdeköpfe gehen auf die alte Kölner Richmodis-Sage über Richmodis von Aducht zurück.

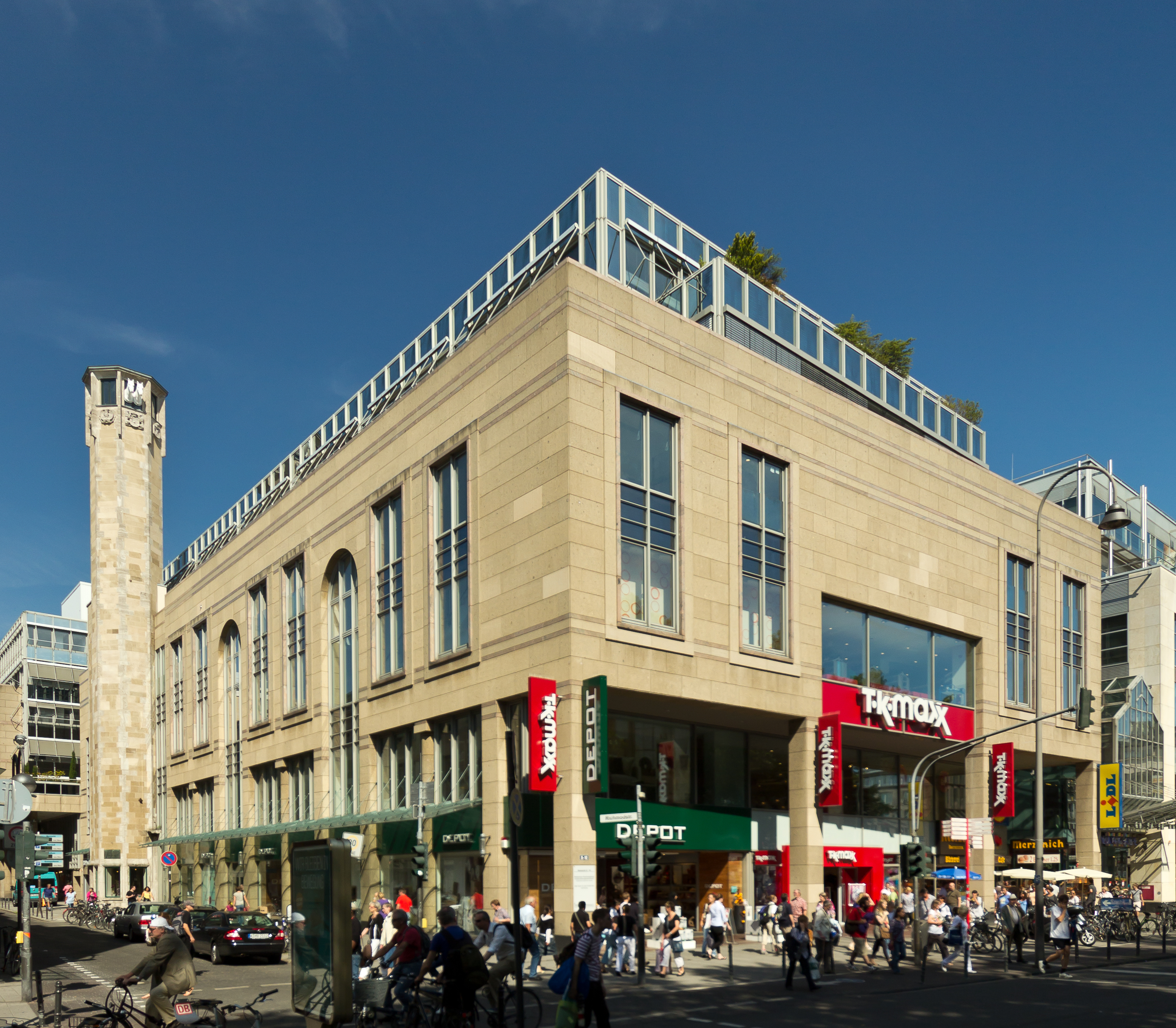
Richmodis-Haus Köln

## Entstehungsgeschichte
Seine Vorgängerbauten sind bis auf das Mittelalter zurückzuverfolgen.

### Mittelalter
Am 7. März 1409 erwarb Johann van dem Buchel den Hof „zume Heydenriche“, der ihn 1429 an seine vier Geschwister vererbte. Graf Friedrich von Moers erwarb am 12. September 1440 das Nachbargrundstück „zum Schorensteyne“. Dessen Enkel veräußerten den Hof 1507 an den kaiserlichen Rechenmeister Nicasius Hackeney. Umstritten war lange Zeit, ob der Hof „Heydenrich“ bereits 1357 von den Eheleuten Mengi(nu)s von Aducht und Richmodis (geborene von Lyskirchen) bewohnt war - den späteren Hauptakteuren der Richmodis-Sage. Dies meinten jedenfalls 1839 Friedrich Everhard von Mering und Ludwig Reischert. Vielmehr wohnten sie nebenan im Haus „zum Papageyen“ (Neumarkt 6), das dem Schreinsbuch zufolge seit September 1334 dem Werner von Aducht gehörte.
Der Kölner Patrizier Nicasius Hackeney (oder Hackenay) erwarb am 7. März 1507 den Hof „Heydenrich“ von Bürgermeister Johann von Berchem – dem Enkel des Grafen Friedrich von Moers – und im Dezember 1508 das Nachbargrundstück „Schor(e)nstein“ und vereinigte beide zu einem Grundstücksareal. Im Auftrage Kaiser Maximilians I. ließ er hier ein turmgeziertes Anwesen mit Erker, prachtvollen Sälen und Hauskapelle errichten, das später „Hackeney’scher Hof“, „Nicasiushof“, „kayserlicher Hof“, „Caesaris palatium“ („Cäsarpalast“) oder auch – in Anlehnung an die Funktion als kaiserliche Unterkunft – Palatium genannt wurde. Es sollte als Residenz für den Kaiser dienen. Der fast 200 Fuß (61 Meter) breite dreiflügelige Palast mit einem 28 Meter hohen achtseitigen Wendeltreppenturm besaß einen zum Neumarkt offenen Vorhof. Es war der erste Turm dieser Art in Köln, dem weitere folgten; sie dienten damals überwiegend als Statussymbol. Architektonisch stand das Gebäude, dessen Pläne wohl von den niederländischen Hofarchitekten stammten, am Übergang von der Spätgotik zur niederländischen Frührenaissance. Der Fußboden bestand aus einem reich verzierten Mosaik mit Schild und Helm im Wechsel mit dem Wappen der Familie Hackeney. In der hofeigenen Hauskapelle hing ein 1515 von Joos van Cleve angefertigtes Altargemälde, das sich heute im Wallraf-Richartz-Museum & Fondation Corboud befindet. Der Gebäudekomplex war so umfangreich wie kein zweiter Edelsitz in Köln. Es gibt Hinweise auf eine Mitfinanzierung des Anwesens durch Maximilian I. und die Stadt Köln.
Bauherr Nicasius Hackeney hat wohl die langwierige Fertigstellungsphase selbst nicht mehr erlebt, als er im Jahre 1518 verstarb. Vielmehr dürfte die Einweihung des umfangreichen Anwesens erst Anfang 1520 zu vermuten sein. Da Hackeney kinderlos blieb, verfügte er in seinem Testament vom 12. Juni 1518, dass nicht seine Witwe „Stinchen“ Hardenrath, sondern sein jüngerer Bruder Georg Hackeney das Anwesen erben sollte. Das palastartige Anwesen erfüllte seine ursprüngliche Funktion, denn hierin übernachtete Kaiser Karl V. am 29. Oktober 1520 und 5. Januar 1531. Neben diesen offiziellen Besuchen weilte der Kaiser im Palast auch bei seinen zahlreichen inoffiziellen Aufenthalten. „So oft Kaiser Karl und Kaiser Ferdinand nach Köln kamen, haben sie in dem Hackeney’schen Palast gelegen.“ Lediglich am 10. Juni 1550 wohnte Karl im Haus des Bürgermeisters Arnold von Siegen am Holzmarkt. Der Bruder von Kaiser Karl V., Ferdinand I., übernachtete hier ab 5. Januar 1531, als er sich wegen seiner anstehenden Wahl zum römisch-deutschen König in Köln aufhielt. Auf der Kölner Stadtansicht von 1531 des Anton Woensam ragt der Turm des Palastes als „C. Pallacivs“ vor St. Aposteln in den Kölner Himmel und auf der Kölner Stadtansicht von 1570 des Arnold Mercator trägt die benachbarte Straße die Bezeichnung „Casius gaß“ (nach Nicasius). Das Gebäude fand mehrfach Erwähnung in zeitgenössischen Darstellungen, so etwa in den Aufzeichnungen des Hermann von Weinsberg und im Loblied auf Köln von Johann Haselberg aus dem Jahr 1531: „Das hauss was bawen von grosem luscht: Des Keysers hoff heischt es nit umb sunst. Ein zierlicher durn darinnen stath, Da uber siecht man die gantzen stat;“
Nach der Erbschaft durch Georg Hackeney wechselten die Eigentumsverhältnisse häufig. Georg verstarb im Jahre 1524, und die drei Nichten des Nicasius walteten hier; seit dem 8. August 1583 sind Cathrine Hackeney, ihre Tochter und Ulrich Klippinck zu je einem Drittel Eigentümer, am 1. März 1589 ist mit Sibilla Hackeney (daneben Johannes und Constantin von Lyskirchen) letztmals das Anwesen im Besitz der Familie Hackeney grundbuchlich vermerkt. Die beiden Pferdeköpfe im Turm sind frühestens seit 1687 bezeugt, werden jedoch in einer Zeichnung aus 1858 im Fenster vom Haus am Neumarkt Nr. 10 gezeigt. Die hölzernen Pferdeköpfe des Neugotikers Christoph Stephan (1797–1864) verbrannten im Zweiten Weltkrieg.
Der östliche Teil diente 1725 bis 1737 als Wohnung des päpstlichen Nuntius. Zur Zeit der französischen Besatzung erhielt dieser einen Kasinosaal; bereits seit dem 18. Jahrhundert sind „weitestgehende Erneuerungen“ des Gebäudes verzeichnet.

### Gründerzeit

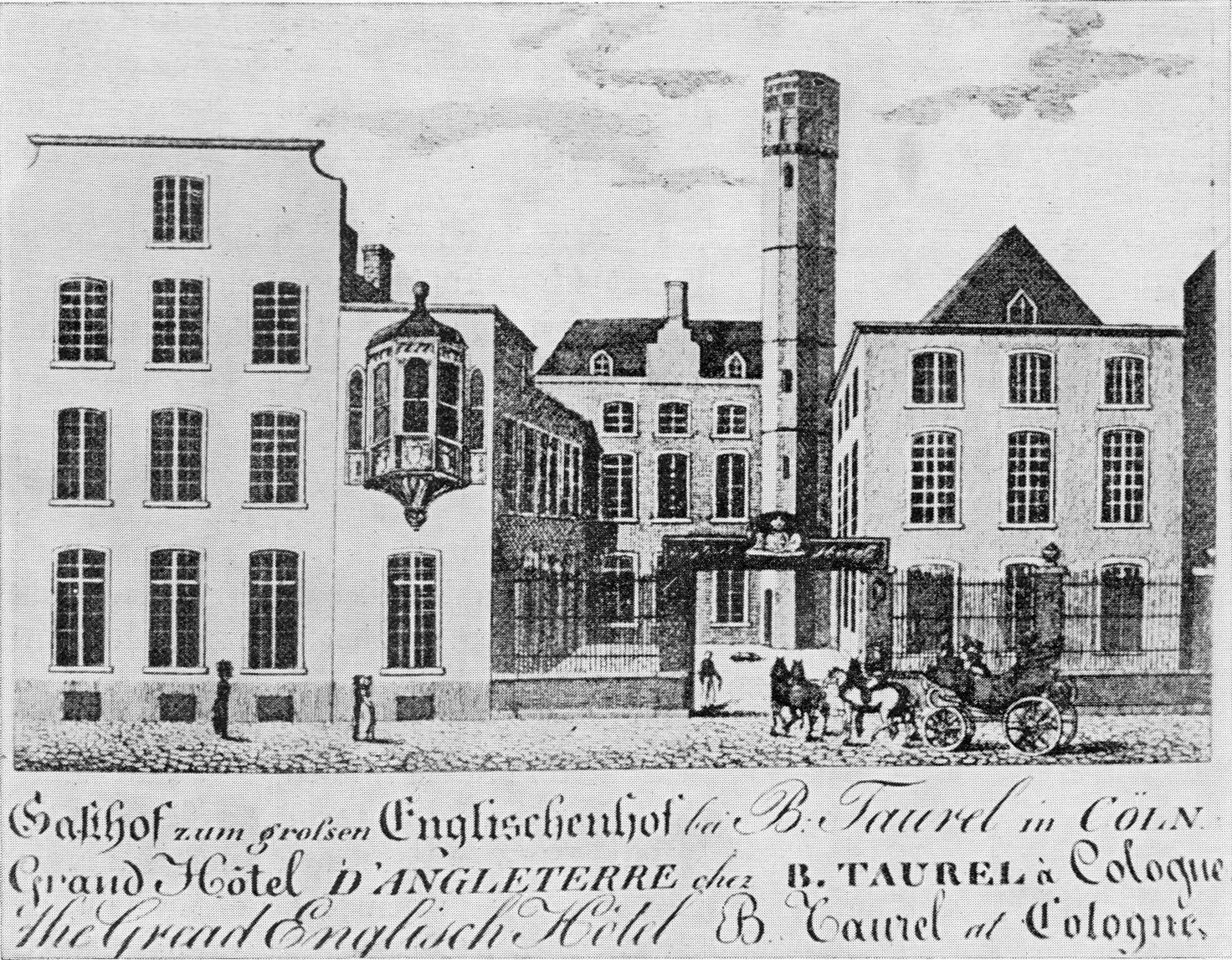
Neumarkt 8 – Gasthof „Englischer Hof“ (1822)

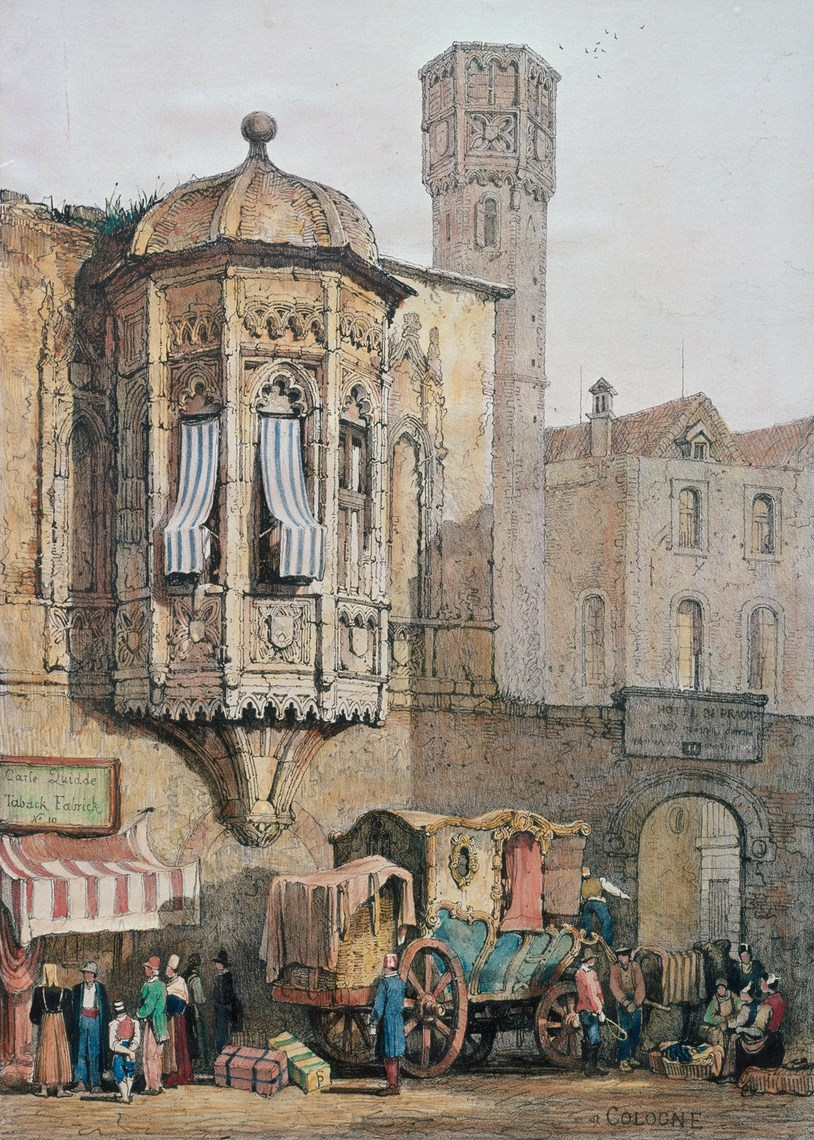
Neumarkt 10 – „Prager Hof“ (1824); (nach Vogt „wohl stark phantastische, malerische Zeichnung“)

In der Franzosenzeit erhielt der Gesamtkomplex ab 1798 die Hausnummern 4798 (heute Neumarkt 10) und 4799 (Neumarkt 8). Die zwei Hausnummern wiesen auf eine Teilung des Anwesens mit derart wesentlichen baulichen Veränderungen hin, dass die ursprüngliche architektonische Gestaltung nicht mehr erkennbar ist. Zu den Umbauten des 18. Jahrhunderts im Inneren kam 1837 eine klassizistische Fassade. Im linken Teil gab es seit etwa 1800 den Gasthof „Zur Stadt Prag“ (Nr. 4798) der Eheleute Selb, während der rechte Teil seit März 1823 das Hotel „Zum Englischen Hof“ (Nr. 4799) des Hoteliers Bartholomäus Taurel beherbergte. Zwischen den beiden Gebäuden stand der 28 m hohe Treppenturm. Vor der Erneuerung des Turmes gehörte der Richmodisturm zu einem von zwei noch erhaltenen, so genannten Rittertürmen, die besonders im 15. und 16. Jahrhundert auch in Privathäuser integriert wurden. Den Turm des Nicasiushofes verzierten die Wappen der Habsburger Kaiser und die des Erbauers.
Der „Englische Hof“ war auch die Unterkunft für viele Engländer, so wohl auch für den englischen Maler Samuel Prout. Seine Lithografie des Anwesens entstand auf einer seiner vielen Reisen. Der Prager Hof wurde 1836 wegen des Baus der Richmodstraße abgerissen. Joseph Felten errichtete 1837 das mit den Vorgängerbauten nicht mehr vergleichbare, viel kleinere Richmodis-Haus in Nr. 8–10, wo am 6. Januar 1838 der Komponist Max Bruch zur Welt kam, der im März 1852 die von ihm komponierte erste Sinfonie f-Moll der Öffentlichkeit vorstellte. Dieses Gebäude samt Turm wurde im Jahre 1928 niedergelegt. Das Areal gehörte inzwischen der Firma „P. G. Heuser’s Söhne“, die den Architekten Paul Bonatz mit der Erhaltung der ehemaligen Fassade und dem Neubau eines Turmes beauftragte. Der Komplex wurde 1929 fertiggestellt. Der Architekt gab dem neuen Bau „eine geschickte Gliederung, die ihn einmal viel kleiner und dann fast gotisch anmuten ließ – eine Bezugnahme auf den sagenumwobenen Ursprungsbau“, wie der Architekturhistoriker Wolfram Hagspiel anmerkte. Mindestens seit 1905 waren in dem Gebäude die Geschäftsräume der Firma Heuser's Söhne Manufakturgroßhandlung untergebracht. Mehrfach wurden bereits in dieser Zeit einzelne Gebäudeteile rekonstruiert.
Nach der Rekonstruktion waren in dem Gebäude mindestens seit 1930 die Gebr. Alsberg AG Warenhausgesellschaft, die Gebrüder Alsberg Textilgroßhandlung und die Einkaufszentrale der Leonhard Tietz AG untergebracht.

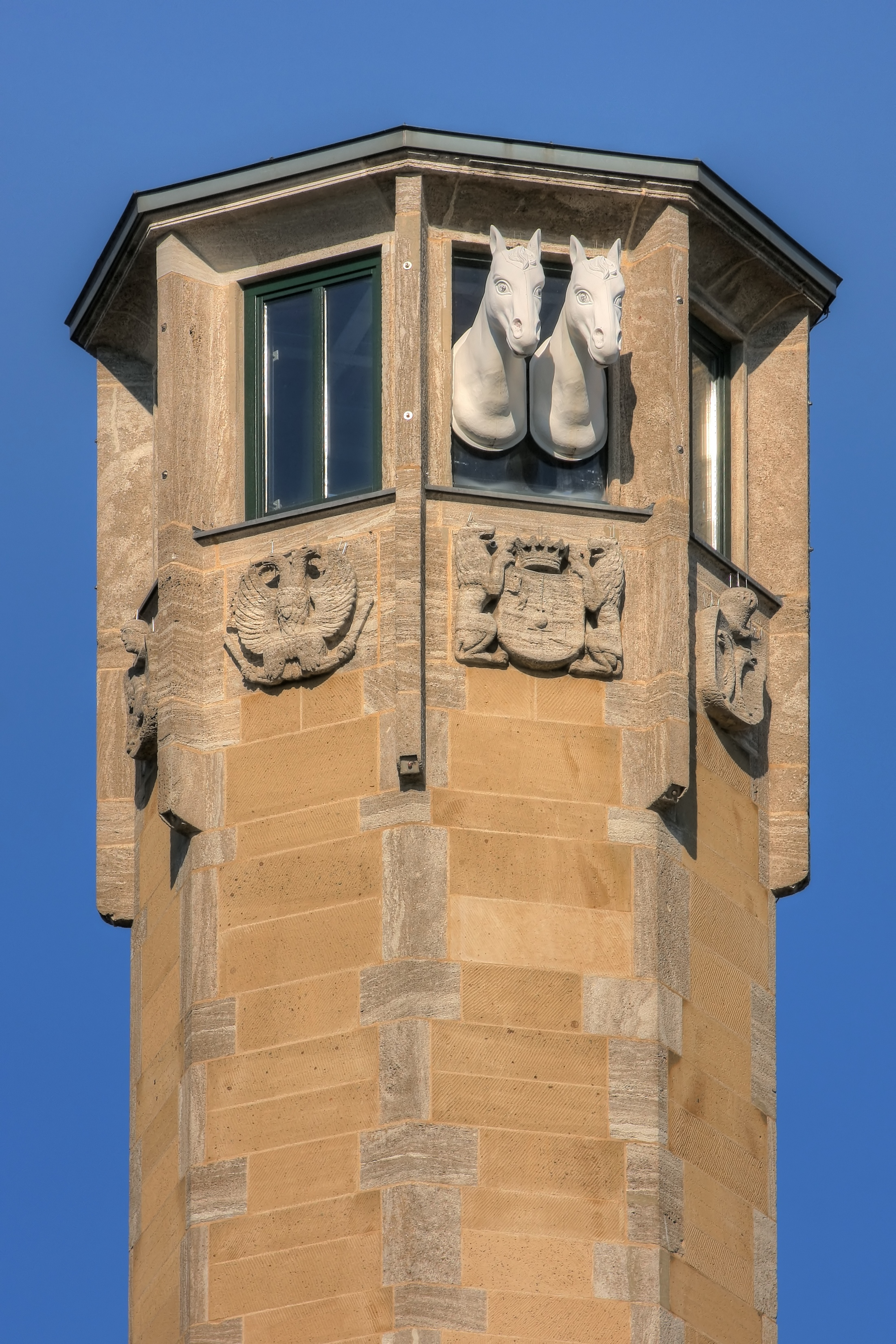
Richmodisturm

## Architektur
Der ursprünglich dreiflügelige Bau umschloss einen Vorhof am Neumarkt. Beide Flügel waren mit Zinnen und Eckwarten verziert. Charakteristisches Bauelement war ein dreiseitiger Erker zum Neumarkt, dessen Schlussstein des inneren Gewölbes mit dem Hackeneyschen Wappen – einem springenden Ross – verziert war. Seitlich zur Olivengasse hin war eine kleine Kapelle angebaut. Ein 103 Fuß hoher Turm mit einem geschweiften Turmhelm, der die Hofanlage bekrönte, trug als Verzierung das kaiserliche Wappen. Im ersten Stock befanden sich die 4 m hohen Repräsentationsräume mit zum Teil prunkvollen Kaminen und mit Glasmalereien verzierten Oberlichtern.

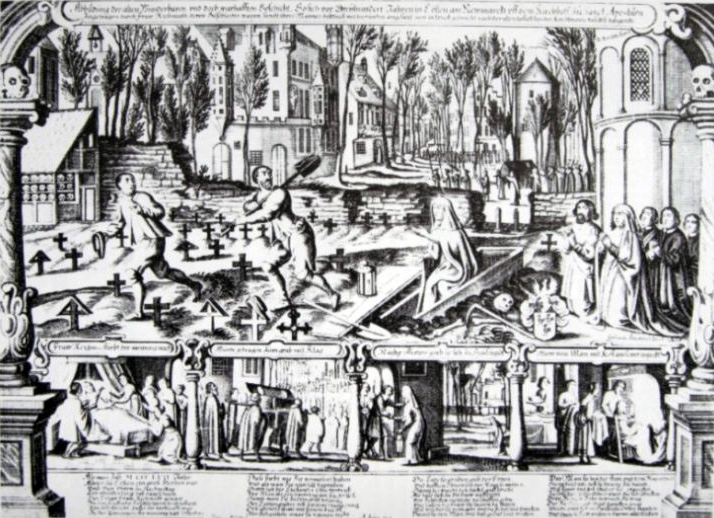
Auf dem Kupferstich von 1650 wird die Richmodis-Legende dargestellt, die sich an das gegenüberliegende Haus „Zum Papageien“ knüpft. Oben links ist der Hackeneysche Hof abgebildet.
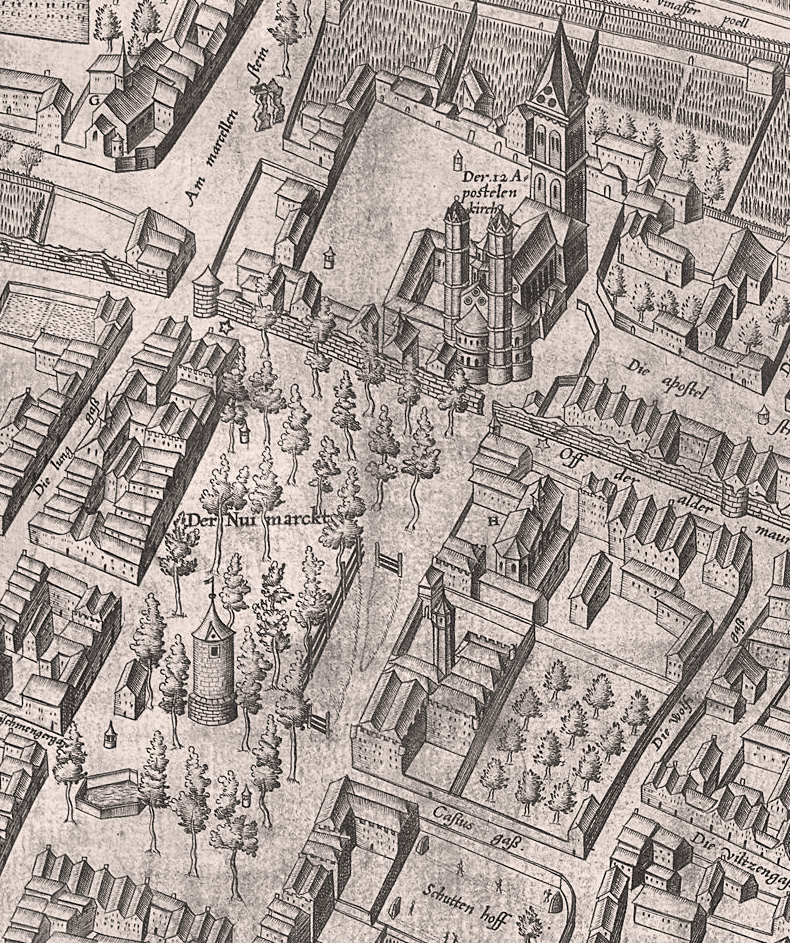
Darstellung des Richmodisturmes (Bildmitte) auf dem Mercator-Plan von 1571
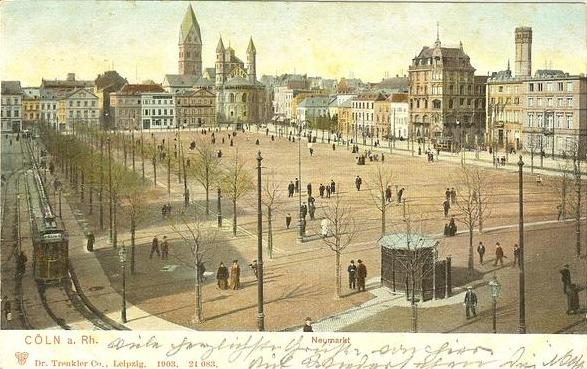
Neumarkt mit dem Richmodisturm (rechts, Vorgängerbau 1903)
Richmodishaus (vor 1911)

## Neuzeit
Das im Zweiten Weltkrieg fast völlig zerstörte Richmodis-Haus wurde nach seinem Wiederaufbau mehrfach renoviert, die verbliebenen Reste – Turm und Teile der Fassade sowie die Gedenktafel für Max Bruch – stehen seit dem 29. Januar 1986 unter Denkmalschutz (Denkmalnummer 3421). Die heutigen Pferdeköpfe am Treppenturm stammen aus dem Jahr 1958 und wurden vom Bildhauer Wilhelm Müller-Maus gestaltet. Am 2. Oktober 1989 begann man mit weiteren Umbauarbeiten, die 1991 endeten. Seit Oktober 1990 beherbergte das Richmodis-Haus das Modehaus SinnLeffers, das im Februar 2010 insolvenzbedingt schloss. Neue Mieter sind heute unter anderem TK Maxx, Gries Deco Holding („Depot“) und Lidl. Weitere Umbauarbeiten führten 2011 zu einer Erneuerung der Natursteinfassade mit Ettringer Tuff.

## Lage
Das heutige Richmodis-Haus liegt am Neumarkt 8-10, in der Nähe befindet sich die Einkaufsstraße Schildergasse. Die Stadtbahn Köln bedient den naheliegenden U-Bahnhof Neumarkt und die oberirdischen Haltestellen auf dem Neumarkt.